# مجلس نواب كولورادو
مجلس نواب كولورادو (بالإنجليزية: Colorado House of Representatives) هو مجلس النواب التشريعي لولاية كولورادو الأمريكية، يقع المقر الرئيسي له في Colorado State Capitol ‏، وهو المجلس الأدنى في جمعية كولورادو العامة.

## طالع أيضًا
- جمعية كولورادو العامة